# Отново любов (филм)
„Отново любов“ (на английски: Love Again) е американска романтична трагикомедия от 2023 г. на режисьора Джим Страус. Той е англоезичен римейк на немския филм SMS für Dich през 2016 г., който е по едноименния роман на Софи Крамер. Във филма участват Приянка Чопра, Сам Хюън и Селин Дион, която изиграва измислената си версия в нейния дебют в киното. Премиерата на филма ще е на 5 май 2023 г. от Sony Pictures Releasing.

## Актьорски състав
- Приянка Чопра –
- Сам Хюън – Роб Бърнс
- Селин Дион – Себе си
- Ръсел Тови
- Стийв Орам
- Омид Джалили
- София Баркли
- Лидия Уест
- Аринзе Кене
- Силия Имри
- Ник Джонас

## Продукция
През април 2019 г. е обявено, че Джеймс Страус ще режисира филма с условното заглавие Text for You, който ще е англоезичен римейк на немския филм SMS für Dich, докато продуцент е Screen Gems. През октомври 2020 г. Приянка Чопра, Сам Хюън и Селин Дион се присъединиха в актьорския състав за филма. През ноември 2020 г. Ръсел Тови, Стийв Орам, Омид Джалили, София Баркли, Лидия Уест, Аринзе Кене и Силия Имри също се присъединиха в състава.
Снимките започват през октомври 2020 г. и приключват в началото на 2021 г. Първоначално снимките се проведоха в Лондон, след като производството се премества в Съединените щати.